# 中心電荷
理論物理学では、中心電荷（英: central charge、あるいはセントラルチャージ）は、他のすべての対称作用素と可換である作用素 Z のことである。付随している形容詞「セントラル」は、対称群の中心を意味する。中心とは、元の群のほかのすべての元と可換である元からなる部分群のことを言い、リー代数の中で考えられることが多い。2次元の共形場理論のような場合には、中心電荷は、対称性の生成子ではない作用素を含む他の作用素のすべてと可換である。さらに、ネーターの定理により、中心電荷は対称群の中心拡大の中心と対応する電荷である。
超対称性理論では、この定義は超群(supergroups)と超リー代数(Lie superalgebra)を持つ理論へ拡張することができる。中心電荷はすべての他の超対称性の生成子と可換であるようなすべての作用素である。拡大超対称性(extended supersymmetry)を持つ理論は、典型的にこの種類の作用素（演算子）を多く持っている。弦理論では、第一量子化の中で、これらの作用素は、様々な弦やブレーン(brane)の巻き数（位相的量子数(topological quantum number)）としての解釈も持っている。
共形場理論では、中心電荷はストレス・エネルギーテンソルの 2つの成分の交換関係に現れる（すべての他の作用素（演算子）と可換な）c-数の項である。